# Pasar Seulimeum
Pasar Seulimeum is een bestuurslaag in het regentschap Aceh Besar van de provincie Atjeh, Indonesië. Pasar Seulimeum telt 1040 inwoners (volkstelling 2010).